# 2nd Wind
Albums de Todd Rundgren
Nearly Human
(1989) No World Order
(1993)
2nd Wind est le treizième album studio de Todd Rundgren, sorti en 1991, et son dernier chez Warner Bros. Records.
Les chansons The Smell of Money, If I Have to Be Alone et Love in Disguise ont été écrites pour la pièce de Joe Orton Up Against It.

## Titres
Toutes les chansons sont écrites et composées par Todd Rundgren.
| 1.    | Change Myself         | 5:21 |
| 2.    | Love Science          | 5:23 |
| 3.    | Who's Sorry Now       | 6:15 |
| 4.    | The Smell of Money    | 4:06 |
| 5.    | If I Have to Be Alone | 3:51 |
| 6.    | Love in Disguise      | 4:02 |
| 7.    | Kindness              | 5:31 |
| 8.    | Public Servant        | 5:38 |
| 9.    | Gaya's Eyes           | 6:13 |
| 10.   | Second Wind           | 7:32 |
| 53:52 |                       |      |